# ملف صحفي

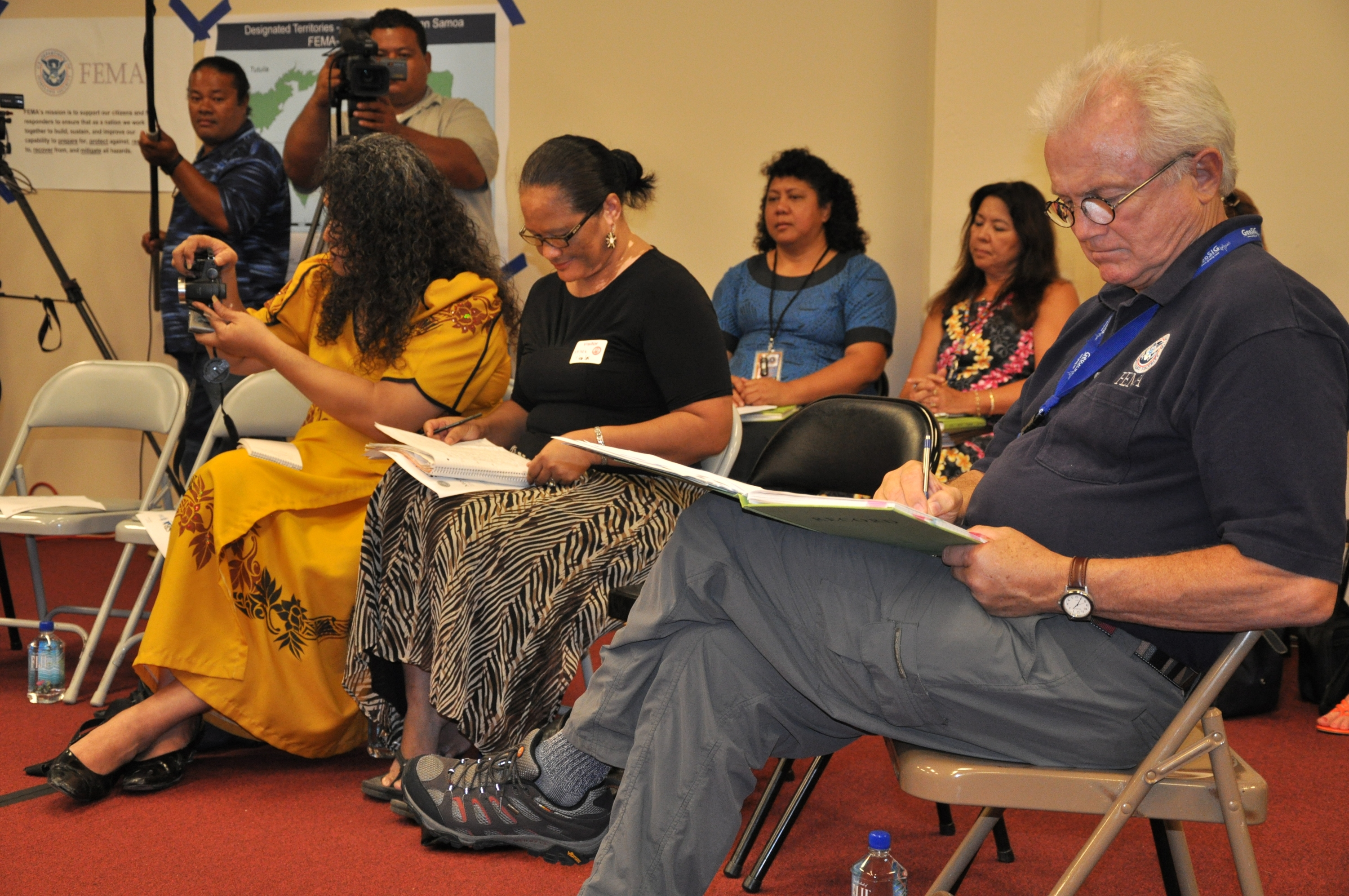

مع ثورة المعلومات وكثرتها وتنوعها واختلاف توجهاتها ومستقبليها، كان للصحف دور كبير في نقل المعلومات والأخبار إلى الجماهير، نجم عن ذلك، بروز وظيفة جديدة، هي التوثيق.
	فكثرة الأخبار وشمولها وحاجة المستقبلين لها من أفراد وشركات تجعل من الملف الصحفي حاجة ملحة لعرض وحفظ الأعمال التي يرى البعض أن لها أهمية لديهم، فهي عرض وحفظ لما يرصد في الصحف وأنواع النشر الأخرى، من هنا نشأت فكرة (الملف الصحفي).
	ومع تقدم الزمن، وتطور العلوم والتقنيات، أصبح للملف أدوار أخرى غير توثيق الصحف والأوراق، بل أصبح يمتد ليشمل الوسائط المتعددة من صوت وصورة.
	وهو مهم، إذا أحسن الاستفادة منه، كونه يبقي المسؤولين المعنيين على اتصال دائم بمجال عملهم واختصاصهم، ويبرز لهم مدى تفاعل المجتمع مع ما يمارسونه.

## التعريف
الملف الصحفي هو ما يتضمن توثيقا لما ينشر في الصحف، من أحداث أو أخبار أو مقالات أو معلومات، أو روبورطاجات حول موضوع معين أو جهة معينة، في ملف خاص؛ من أجل تسهيل الإطلاع عليها.

## أنواع الملف الصحفي
التقليدي: يكون عبر تصوير ونسخ وحفظ الأخبار أو قصاصات الخبر بطريقة ورقية.
الإلكتروني: لا يختلف كثيرا عن الملف التقليدي غير أنه يحتوي على ملفات إلكترونية، من مقاطع صوت، صورة وفيديو أيضا.

## الخطوات المنهجية لإعداد ملف صحفي
- تحديد موضوع الملف الصحفي: اختيار موضوع الملف مع وضع خطة لإنجازه.
- البحث عن الوثائق: انطلاقا من الجرائد والصحف الوطنية والكتب وشبكة الإنترنت ووسائل النشر الأخرى، ثم جمع مختلف الصور والمقالات.
- تحليل الوثائق والمعلومات: انتقاء المعلومات وتصنيفها وترتيبها حسب الموضوع، وبناء الملف حسب محاور التصميم.
- المناقشة و الاستثمار : تتم المناقشة خارج الحصة الرسمية وتقديمها على شكل عرض مع تسجيل الملاحظات وإدخال التعديلات. ثم الإعداد النهائي للملف ووضعه بخزانة المؤسسة أو الدائرة.

المراجع:
- مذكرة مادة التوثيق الإعلامي – الفصل الأول 1430-1431 - قسم الإعلام - كلية الدعوة والإعلام - جامعة الإمام محمد بن سعود الإسلامية.

جمع وإعداد د.سعد آل سعود.
- إدارة النشر الجامعي – جامعة الإمام محمد بن سعود الإسلامية.